# Kengo Ishii
Kengo Ishii (født 2. april 1986) er en japansk fodboldspiller.
Han har spillet for flere forskellige klubber i sin karriere, herunder Hokkaido Consadole Sapporo og Ehime FC.